# Rubén Pereira
Rubén Fabián Pereira (Montevideo, 28 januari 1968) is een voormalig  profvoetballer uit Uruguay. Hij speelde als middenvelder en beëindigde zijn actieve carrière in 1998 bij Peñarol.

## Interlandcarrière
Pereira speelde in totaal 27 interlands voor zijn vaderland Uruguay, en scoorde één keer voor de Celeste. Onder leiding van bondscoach Roberto Fleitas maakte hij zijn debuut voor de nationale ploeg op 7 augustus 1988 in de vriendschappelijke uitwedstrijd tegen Colombia (2-1), evenals Nelson Cabrera, José Oscar Herrera en Héctor Morán. Pereira nam met zijn vaderland één keer deel aan de strijd om de Copa América (1989), en was lid van de selectie die deelnam aan het WK voetbal 1990.

## Erelijst
Danubio
- Uruguayaans landskampioen

1988
 Boca Juniors
- Argentijns landskampioen

1992 [A]
- Copa de Oro Nicolás Leoz

1993
 Peñarol
- Uruguayaans landskampioen

1996, 1997